# Afrobirthama
Afrobirthama is een geslacht van vlinders van de familie slakrupsvlinders (Limacodidae).

## Soorten
- A. flaccidia (Druce, 1899)
- A. hobohmi Janse, 1964
- A. reducta (Hering, 1928)